# Bont schaapje
Het bont schaapje (Acronicta aceris) of esdoornuiltje is een nachtvlinder uit de familie Noctuidae (uilen). De voorvleugellengte bedraagt tussen de 18 en 22 millimeter. De soort komt voor in heel Europa. 
De soort overwintert als pop en blijft soms meerdere jaren 'overliggen'.

## Waardplanten
Het bont schaapje heeft als waardplanten allerlei loofbomen, zoals eiken, paardenkastanjes, de goudenregen, de Spaanse aak en berken.

## Voorkomen in Nederland en België
Het bont schaapje is in Nederland en België een algemene soort, die verspreid over het hele gebied kan worden gezien. De vlinder kent één generatie die vliegt van begin mei tot halverwege augustus. Overdag rust het esdoornuiltje op bomen en hekken.